# 내 인생은 나의 것
"내 인생은 나의 것"은 1983년에 개봉한 대한민국의 영화이다.

## 캐스팅
- 송승환 : 형진 역
- 이은경
- 이구순
- 백일섭
- 김을동
- 이종만
- 문미봉
- 박애나
- 최민경
- 문태선
- 신정균
- 최명희